# Глен Еко Парк (Мисури)
Глен Еко Парк (енгл. Glen Echo Park) град је у америчкој савезној држави Мисури.

## Демографија
По попису из 2010. године број становника је 160, што је 6 (-3,6%) становника мање него 2000. године.
| Група             | 2000.       | 2010.       |
| Белци             | 19 (11,4%)  | 13 (8,1%)   |
| Афроамериканци    | 146 (88,0%) | 147 (91,9%) |
| Азијати           | 0 (0,0%)    | 0 (0,0%)    |
| Хиспаноамериканци | 1 (0,6%)    | 2 (1,3%)    |
| Укупно            | 166         | 160         |